# Lublin
Lublin és una ciutat de Polònia, capital del Voivodat homònim.

## Demografia
Tenia 339.682 habitants segons el cens de 2018.

## Geografia
És situada a la riba del riu Bystrzyca, a la ruta entre les ciutats de Varsòvia, Cracòvia i l'antiga URSS. És un important centre cultural i econòmic del sud-est polonès.
- Altitud: 170 msnm
- Latitud: 51° 21′ N
- Longitud: 22° 21′ E
- Distància a les principals ciutats de Polònia:

Varsòvia – 161 km
Kielce – 179 km
Rzeszów – 205 km
Cracòvia – 273 km
Łódź – 308 km
Katowice – 323 km
Gdańsk – 504 km
Wrocław – 514 km

## Economia
Hi ha importants indústries de l'automòbil i de maquinària agrícola. És capital d'una rellevant regió agrícola, que produeix carn, blat, farina, sucre, tabac, cervesa, i olis vegetals.

## Cultura
Disposa de dues universitats importants: la Universitat Catòlica (única del seu tipus a Polònia) i la Universitat Marie Curie Sklodowska. Té una catedral del segle xvi.

## Història

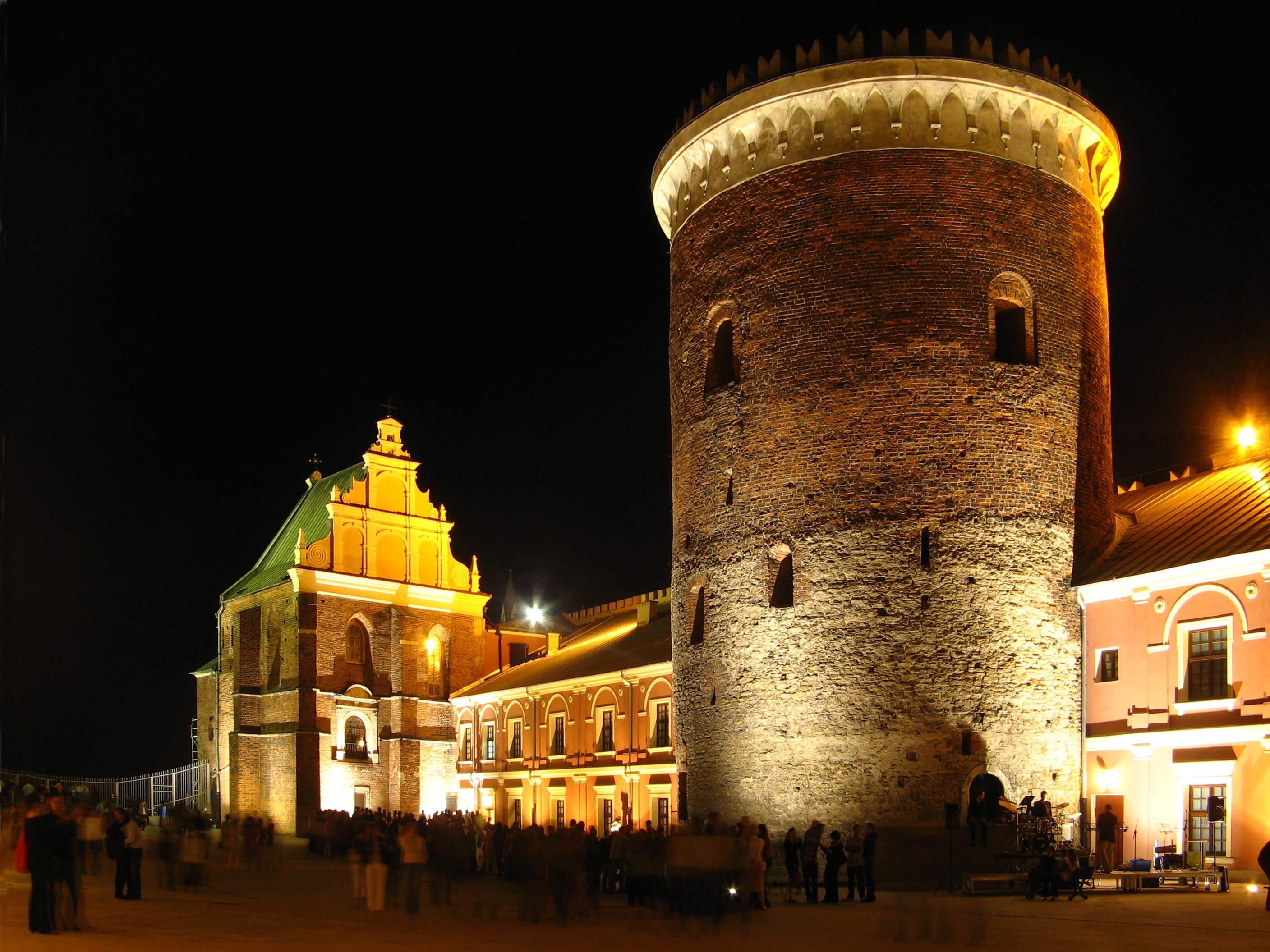
Castell de Lublin

Els primers assentaments permanents del que avui és Lublin van ser establerts en l'inici de l'edat mitjana, no obstant això, algunes troballes arqueològiques indiquen la presència de diverses cultures en el lloc en èpoques anteriors a aquesta. El més antic i significatiu assentament va ser iniciat en el segle VI, en un pujol localitzat en el suburbi de Czwartek (en català: dijous, molt probablement a causa del dia de la setmana que es realitzava la fira en el poblat). És probable que els pujols circumdants, principalment el lloc on actualment es localitza la Ciutat Vella, també hagin estat poblades des d'aquells temps.
En els segles X i XI el poblat de Czwartek es va convertir en un important centre de comerç. La localització de Lublin pròxima a la frontera oriental de les terres poloneses li va donar una importància militar estratègica. La primera fortificació pot haver estat construïda ja en el segle viii, possiblement en el Pujol del Castell. Certament a finals del segle x va existir una important fortificació. Quan el castell va ser construït, el pujol adjacent, la Ciutat Vella, es va convertir en el focus principal dels nous assentaments, i el poblat de Czwartek va disminuir en importància. El castell es va convertir en la propietat d'un castlà, esmentat per primera vegada en fonts històriques de 1224, però possiblement present des del començament del segle xii, o fins i tot del segle x. El document històric més antic que esmenta Lublin data de 1198, i certament el seu nom s'havia fet servir algun temps abans.

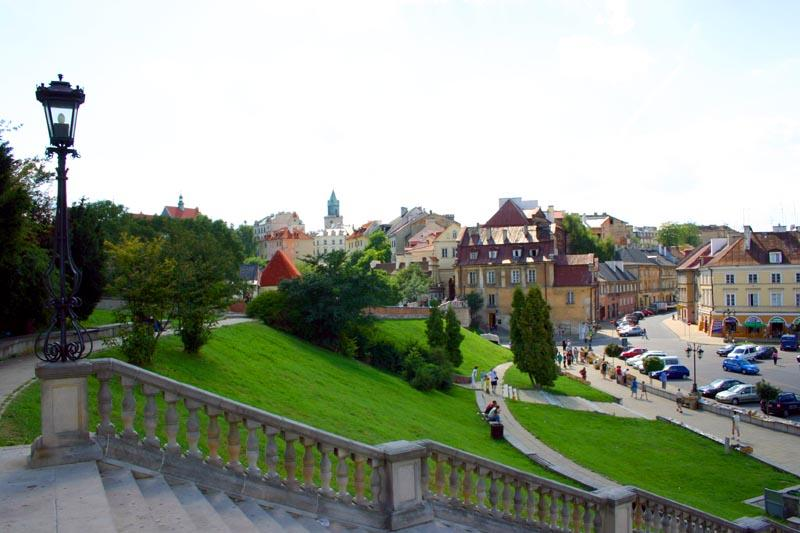
La Ciutat Vella

El llogaret va ser blanc d'atacs per part de tàtars (1241, 1259 i 1287), rutenis, iotivingians i lituans i va ser destruïda diverses vegades. Va rebre el títol de ciutat el 1317. Casimir el Gran, avaluant la importància estratègica del lloc, va manar aixecar un castell el 1341 i va voltar la ciutat amb muralles.
El 1392, la ciutat va rebre del rei Ladislau II Jagelló importants privilegis de comerç, i amb l'establiment de la pau entre Polònia i Lituània va acabar transformant-se en un gran centre comercial entre els dos països. El 1474 l'àrea al voltant de Lublin va ser escollida per a formar el Voivodat de Lublin.
Els segles xv i xvi la ciutat va tenir un ràpid creixement. A Lublin van tenir lloc les principals fires de la Confederació de Polònia i Lituània. Durant el segle xvi les reunions del parlament (sejm) van tenir lloc a Lublin incomptables vegades. El dia 26 de juny de 1569, una de les més importants sessions del parlament va proclamar la Unió de Lublin, que va unir Polònia i Lituània.

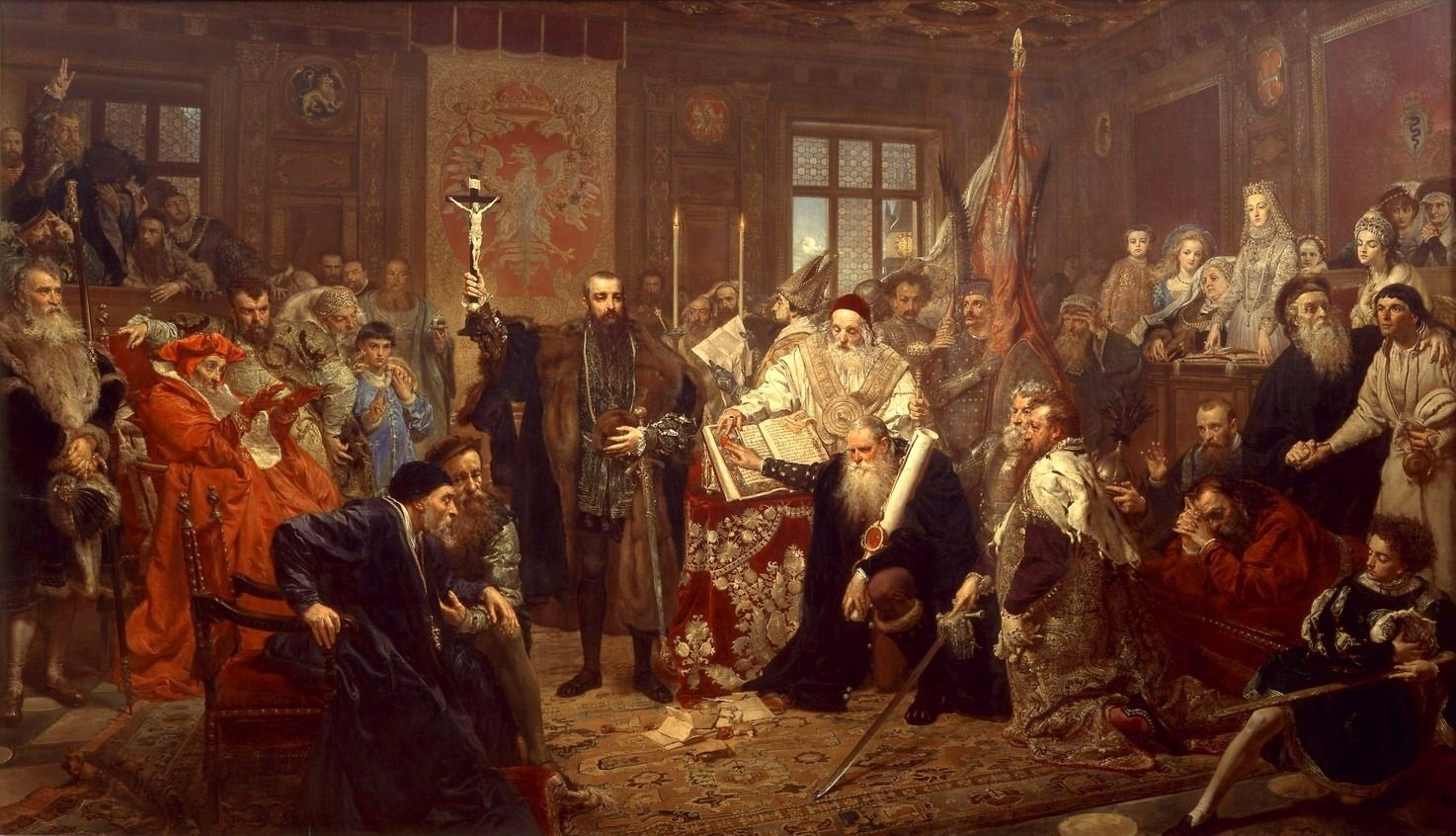
La Unió de Lublin. Quadre de Jan Matejko.

Alguns dels artistes i escriptors del Renaixement polonès van viure i van treballar a Lublin, com Sebastian Klonowic i Jan Kochanowski, que van morir a la ciutat el 1584. El 1578 el Tribunal de la Corona es va establir a la ciutat, i llavors va passar a comptar amb el més alt tribunal de la regió de la Petita Polònia (Małopolska).
Des de la segona meitat del segle xvi, van sorgir a Lublin moviments de la Reforma Protestant, i una gran congregació de Germans polonesos va estar present a la ciutat. Una de les més importants comunitats judaiques de Polònia també es va establir a Lublin en aquest període i va continuar sent una part vital de la vida de la ciutat fins que va deixar d'existir durant l'Holocaust nazi. Entre 1580 i 1764 el Consell Jueu de les Quatre Terres (Va'ad Arba' Aratzot) va ser a Lublin. Setanta delegats de comunitats judaiques locals (kahals) es van trobar per discutir assumptes de tributs i altres temes d'interès d'aquestes comunitats.
A Lublin arribaven estudiants de tota aquesta part d'Europa per a estudiar a la ieixivà. La ieixivà es va convertir en un centre d'aprenentatge del Talmud i de la Càbala. La gran borsa d'estudis per a aquells que estudiaven allà van dur la ciutat a ser nomenada la "Oxford jueva"; el Rosh ieixivà rebia el títol de rector i drets iguals als de les universitats poloneses amb el permís del Rei en 1567.
El segle xvii, la ciutat va sofrir un declivi a causa de la invasió sueca durant les Guerres del Nord (1655-1661). Després de la tercera partició de Polònia el 1795 Lublin va passar per al domini de l'Imperi Austríac, després, a partir de 1809 al Gran Ducat de Varsòvia, i encara des de 1815 al Tsarat de Polònia sota el govern rus. A principis del segle xix van tenir lloc diversos moderns desenvolupaments urbans, amb el sorgiment de noves places, carrers i edificis públics. El 1877 va ser construïda una connexió de ferrocarril amb Varsòvia i Kòvel, que va impulsar el desenvolupament industrial de la ciutat. La població de Lublin va créixer de 28.900 el 1873 a 50.150 el 1897.

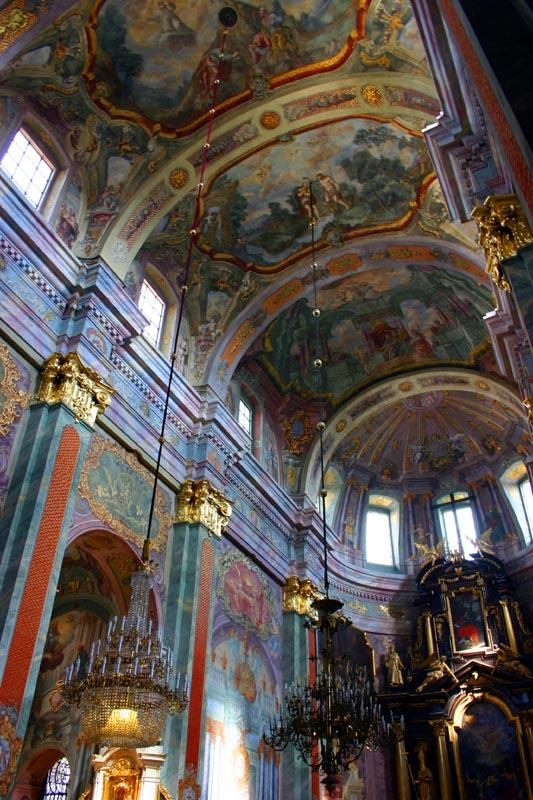
Part de l'interior de la catedral de Lublin

El domini rus va acabar el 1915, quan la ciutat va ser ocupada pels exèrcits alemany i austro-hungarés. Després de la derrota de la Triple Entesa el 1918, el primer govern de Polònia independent va operar a Lublin per un curt temps. En el període entre la Primera i la Segona Guerra Mundial, la ciutat va continuar desenvolupant-se. La població va créixer, de manera que la comunitat jueva representava gairebé el 40% dels habitants de la ciutat. Importants indústries s'hi van establir, com la primera fàbrica d'avions de Polònia - Zakłady Mechaniczne A. Plage i T. Laśkiewicz. La fàbrica va produir aeronaus entre 1920 i 1935, quan va ser nacionalitzada com Lubelska Wytwórnia Samolotów - LWS.
La Universitat Catòlica de Lublin va ser fundada el 1918.
Després de la invasió de Polònia per l'Alemanya nazi el 1939, la ciutat va passar al Govern General. Durant l'ocupació alemanya, la població de la ciutat va ser blanc d'intensa repressió per part dels ocupants, particularment severa cap als habitants jueus. Es van posar en marxa plans alemanys per a transformar Lublin en una ciutat germanitzada i el percentatge de la població d'ètnia alemanya va passar del 20-25% del total, el 1944, al 30-40% l'any següent.
La ciutat va servir com a caserna-general alemanya de l'Operació Reinhard, per l'exterminació de jueus a la Polònia ocupada. La població jueva de Lublin va ser forçada a establir-se en el gueto de Lublin, al voltant de l'àrea de Podzamcze. La majoria dels habitants del gueto, aproximadament 26.000 persones, va ser deportada al Camp d'extermini de Bełżec entre el 17 de març i l'11 d'abril de 1942.
La resta va ser enviada a instal·lacions al voltant de Majdanek i un gran camp de concentració va ser creat en les rodalies de la ciutat. La majoria d'aquestes persones havien mort al final de la guerra.
Després de la guerra, els pocs jueus que van sobreviure, amagant-se o fugint a territori soviètic, van restablir una petita comunitat jueva a la ciutat, però ràpidament va ser reduïda a gairebé res quan la majoria dels seus integrants va canviar Polònia per Israel i per l'Occident, els primers anys després de la guerra. El camp de Majdanek i la presó establerta en el castell de Lublin, van servir també com als principals centres de mesures de terror contra la població no-jueva de Lublin i del districte veí.

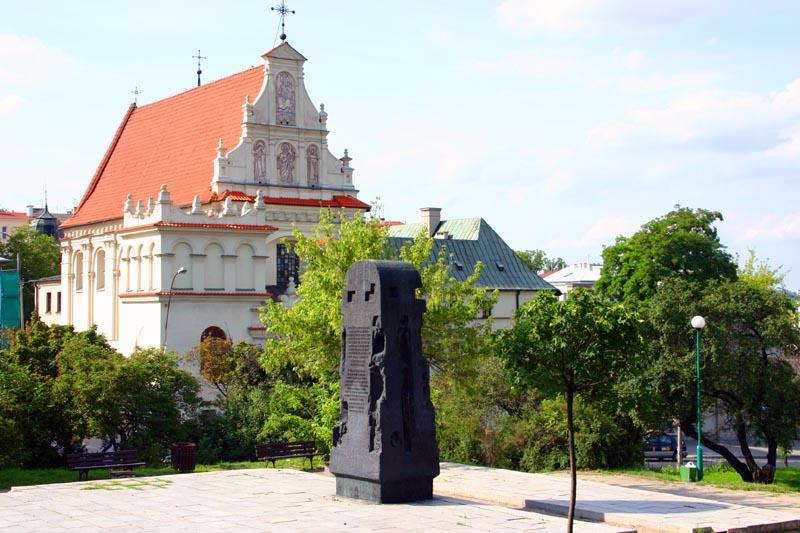
Monument a l'Holocaust a Lublin, amb l'Església Dominicana al fons

El 1944, la ciutat va ser presa per l'Exèrcit soviètic i es va convertir en la capital del Comitè d'Alliberament Nacional Polonès (en polonès: Polski Komitet Wyzwolenia Narodowego, PKWN) també conegut per Comitè Lublin, sota control comunista. La capital va canviar a Varsòvia el gener de 1945.
Els anys de la postguerra, Lublin va continuar creixent, triplicant la seva població i expandint-se molt. Una important base d'investigació científica va ser instal·lada entorn de la Universitat Marie Curie-Skłodowska. Una gran fàbrica de vehicles (Fabryka Samochodów Ciężarowych - FSC) va ser fundada el 1950.
El juliol de 1980, els treballadors de Lublin i de la veïna Świdnik van començar la primera onada de vagues massives contra el règim comunista, que posteriorment va conduir a l'aparició del moviment Solidarność. La primera vaga va començar el dia 8 de juliol en la fàbrica WSK en Świdnik. Es va estendre ràpidament a altres fàbriques de Lublin i regió veïna. La xarxa ferroviària i el tràfic de la ciutat es van aturar. Finalment, 150 fàbriques que ocupaven 50.000 treballadors es van adherir a la vaga. Els vaguistes van fer servir la tàctica moderna de quedar-se dintre de les seves fàbriques i ocupar-les, en comptes de marxar pels carrers, on les autoritats fàcilment farien servir la força contra ells. Els treballadors feien reivindicacions de naturalesa econòmica i política, com noves eleccions per al lideratge dels sindicats, cancel·lació dels privilegis per a la classe governant del Partit Comunista i reducció de la burocràcia a les fàbriques.
Les vagues de juliol van durar dues setmanes. Les autoritats comunistes van aconseguir reconduir-les a un final pacífic, fent concessions bàsicament econòmiques als treballadors. No obstant això, l'impuls generat per les vagues de Lublin ràpidament va donar origen a una nova onada de vagues en la regió de Gdańsk, l'agost de 1980. Allà els treballadors van fer servir tàctiques semblants a les dels treballadors de Lublin un mes abans, i aquesta vegada les autoritats comunistes van haver d'acceptar l'exigència dels vaguistes de muntar un sindicat independent, que immediatament es transformaria en el Solidarność.

## Monuments i llocs d'interès
- El nou Ajuntament

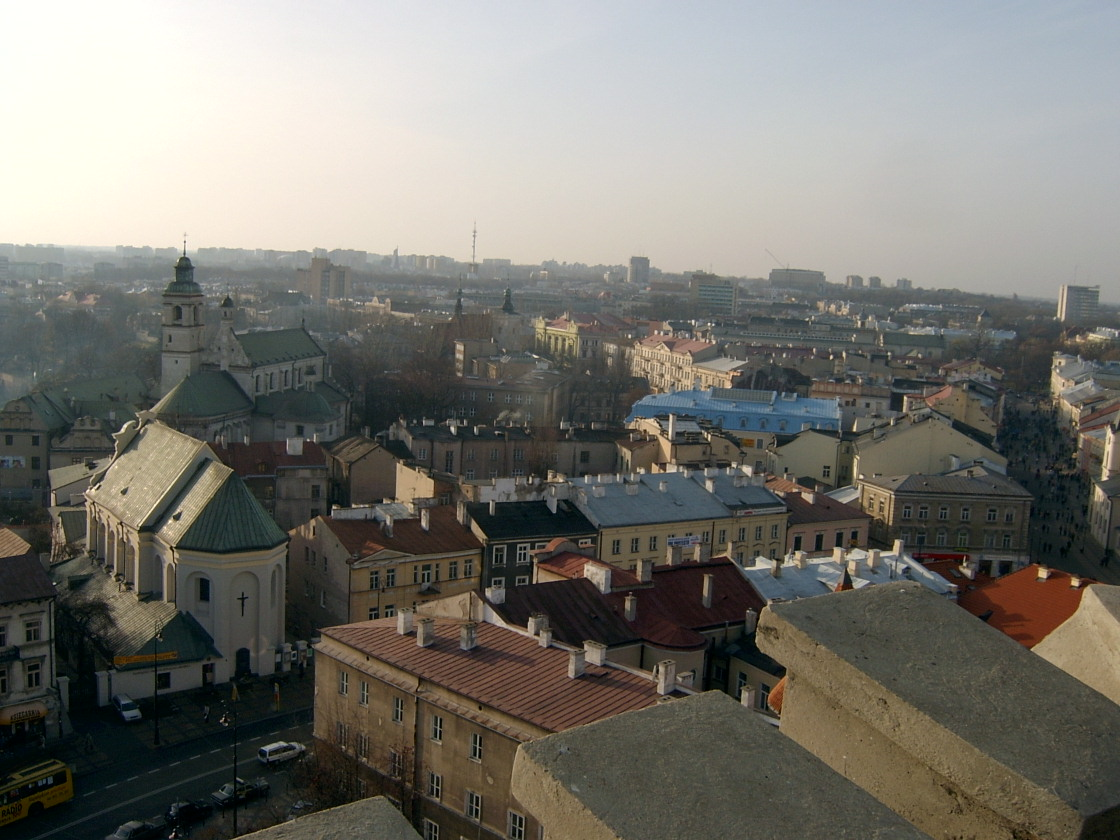
Vista de Lublin

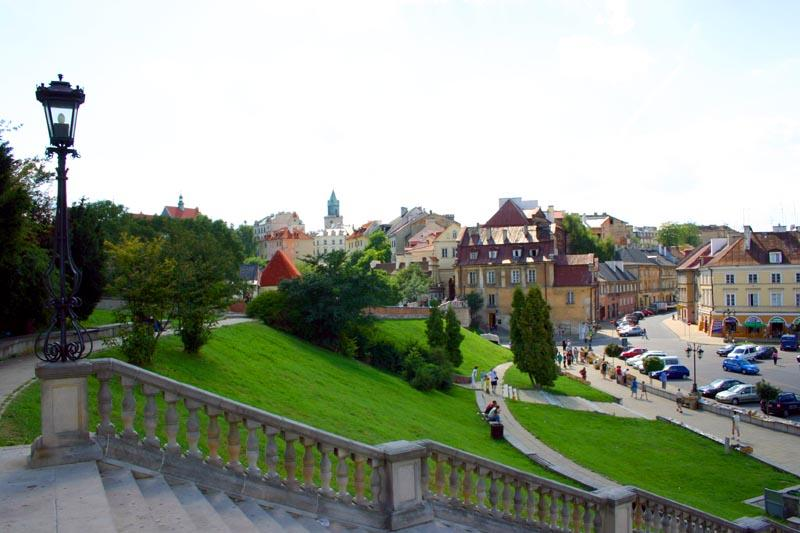
Lublin

- Porta Krakowska (Museu d'Història de la Ciutat de Lublin)
- Porta Grodzka
- El castell (Museu Lubelskie)
- La catedral
- La Torre Trynitarska (Museu Archidiecezjalne)
- L'antic Ajuntament - el Tribunal de la Corona
- El palau dels Czartoryski
- El palau dels Lubomirski
- El palau Pogubernialny
- El teatre "Juliusz Osterwa"
- El Teatre "Andersen" (de ninots)
- Esglésies
  - Església i monestir dels Dominics
  - Església sota l'advocació de l'Esperit Sant
  - Església i monestir dels Bernardins
  - Església pobrygidkowski
  - Església i monestir dels Caputxins
  - Església evangèlica
  - Església i monestir dels Carmelites Descalços
  - Antiga església ortodoxa grega - actualment Església de Sant Jozafat
  - Església de Sant Nicolau a Czwartek
  - Església ortodoxa
  - El Palau Episcopal
- Monuments
  - El monument a la Unió polonesa - lituana
  - El monument al Mariscal J. Pilsudski
  - El monument al Soldat Desconegut
  - El monument a la Constitució del 3 de maig
  - El monument a Jozef Czechowicz
  - El monument a Jan Kochanowski
  - El monument a les Víctimes del Ghetto

## Fills il·lustres
- Henryk Wieniawski (1835-1880) violinista i compositor.
- Joseph Wieniawski (1838-1912) violinista i compositor.
- Anna Langfus (1920 - 1966) escriptora, Premi Goncourt 1962.

## Ciutats agermanades

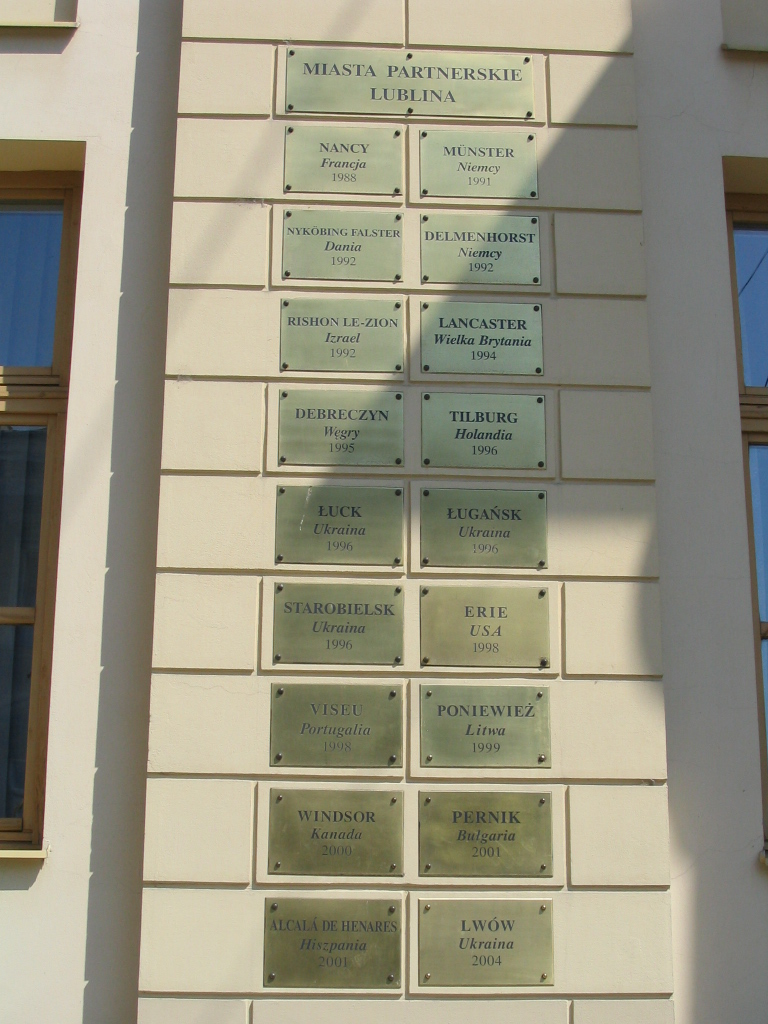
Ciutats agermanades

- Alcalá de Henares, Espanya
- Debrecen, Hongria
- Delmenhorst, Alemanya
- Erie, Pennsilvània, Estats Units
- Luhansk, Ucraïna
- Lutsk, Ucraïna
- Lviv, Ucraïna
- Münster, Alemanya
- Nancy, França
- Nykøbing Falster, Dinamarca
- Panevėžys, Lituània
- Pernik, Bulgària
- Poltava, Ucraïna
- Rishon LeZion, Israel
- Starobielsk, Ucraïna
- Viseu, Portugal
- Windsor, Ontario, Canadà